# Toucanet à gorge noire
Aulacorhynchus atrogularis
Espèce
Synonymes
- Pteroglossus atrogularis J.H.C.F. Sturm
& J.W. Sturm, 1841 (protonyme)

Statut de conservation UICN

 LC  : Préoccupation mineure
Le Toucanet à gorge noire (Aulacorhynchus atrogularis) est une espèce d'oiseaux de la famille des Ramphastidae.

## Répartition
Cet oiseau vit dans l'ouest de l'Amazonie.

## Taxonomie
Il a longtemps été considéré comme une sous-espèce du Toucanet émeraude (Aulacorhynchus prasinus) et pour cela, n'apparaît pas dans les listes de l'UICN.